# イフティヤールッディーン
イフティヤールッディーン（ペルシア語: اختیار الدین、1268年 - 1314年）は、大元ウルスに仕えたムスリム官僚の一人。『元史』では奕赫抵雅爾丁(yìhèdǐyǎĕrdīng)と漢字表記される。

## 概要
イフティヤールッディーンの父のイスマイル（亦速馬因）は大都南北両城兵馬都指揮使に任ぜられた。
イフティヤールッディーンは幼くして学問を嗜み、一度読んだ書物の内容は生涯忘れなかったという。大元ウルスに仕えたイフティヤールッディーンは中書右司員外郎、左司郎中、江東建康道粛政廉訪使などを歴任した。
江東建康道に赴任した際には、前任者が残した獄門道具が並べられているのを見て、これらを撤去させたという逸話が残されている。
至大2年（1309年）、尚書省が設置されるとイフティヤールッディーンは参議尚書省事とされ京師に招聘されたが、イフティヤールッディーンは固持した。その後、中書省が再設置されて改めて参議中書省事とされた時も病を理由に固持し、間もなく延祐元年（1314年）に47歳で亡くなった。